# 七軒茶屋站

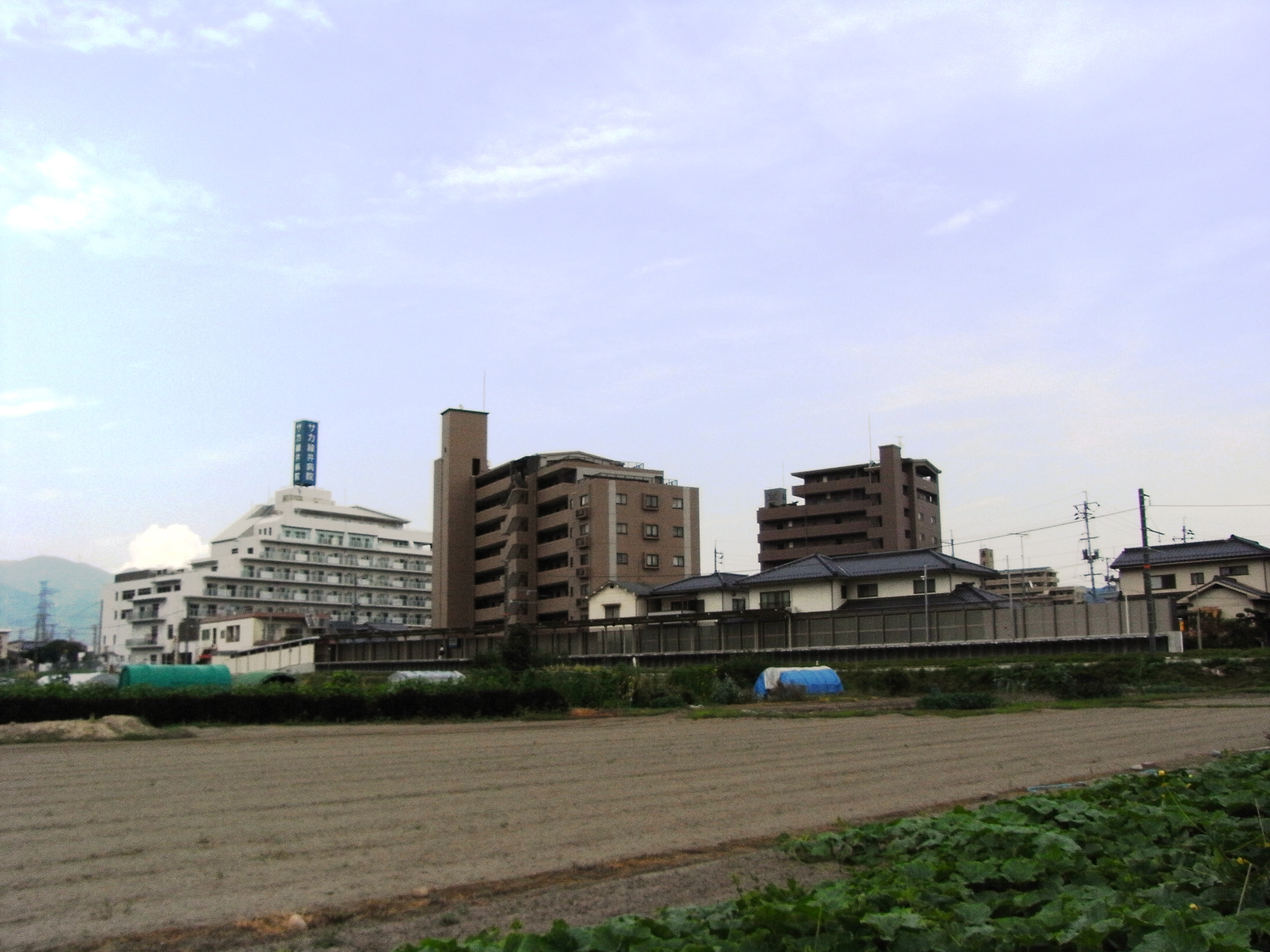
車站全景

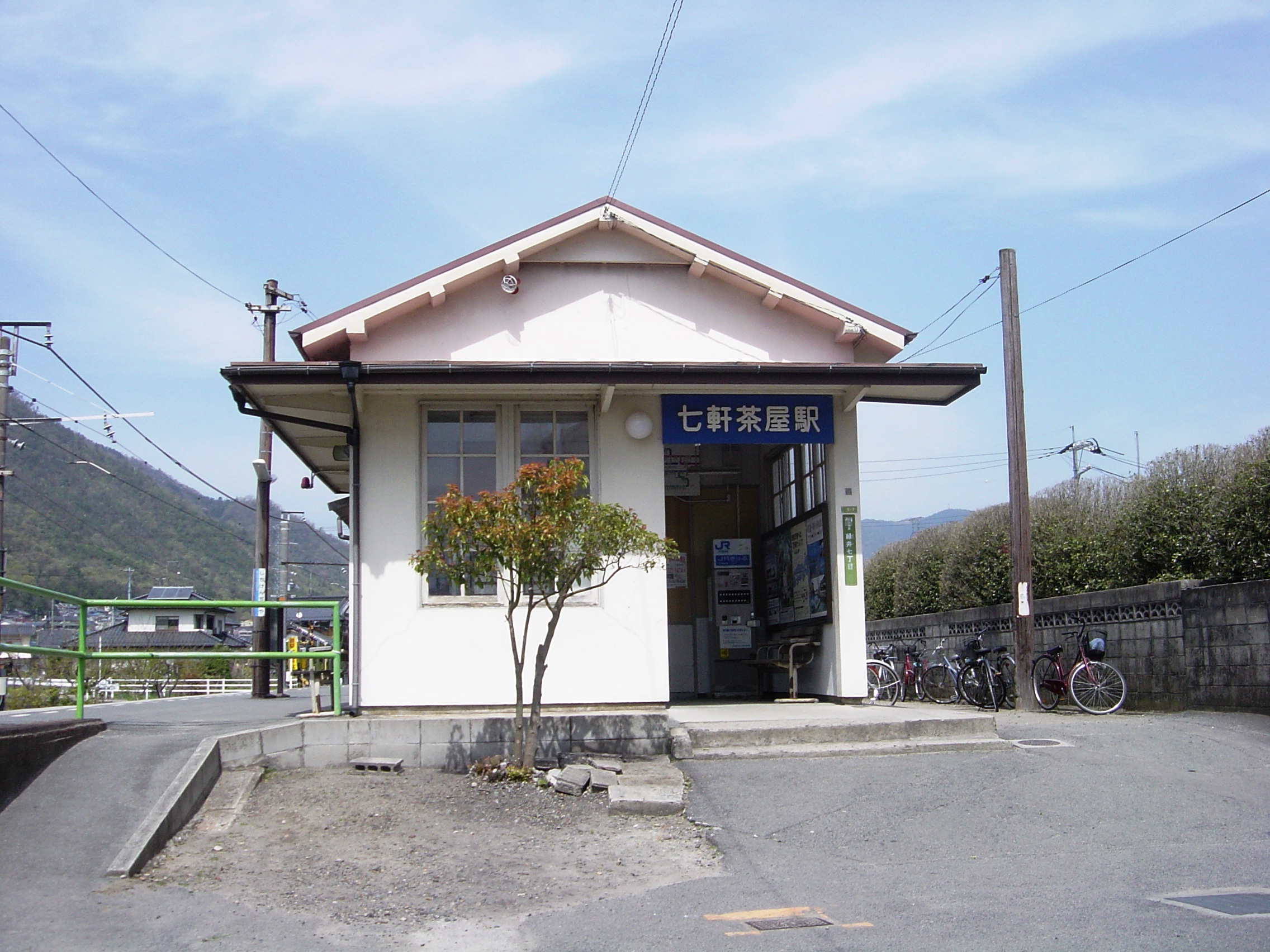
舊站房（2005年4月）

七軒茶屋站（日语：／ Shichikenjaya eki */?）是位於廣島縣廣島市安佐南區綠井，屬於西日本旅客鐵道（JR西日本）的可部線車站。車站編號為JR-B10。此站在進行遷移前為可部線的電氣化區間中站房最小的有人車站。

## 歷史
- 1910年（明治43年）12月25日 - 大日本軌道（日语：大日本軌道）廣島支社線古市橋站至太田川橋停留場（現時：上八木站）之間開通，此旅客車站啟用。
- 1919年（大正8年）3月11日 - 大日本軌道廣島支社線轉議至可部軌道，成為可部軌道的車站。
- 1926年（大正15年）5月1日 - 可部軌道與廣島電氣合併，成為廣島電氣車站。
- 1931年（昭和6年）7月1日 - 廣島電氣線轉讓給廣濱鐵道，成為廣濱鐵道車站。
- 1936年（昭和11年）9月1日 - 廣濱鐵道被國有化，成為國有鐵道可部線車站。
- 1987年（昭和62年）4月1日 - 伴隨國鐵分割民營化，車站由西日本旅客鐵道（JR西日本）營運。
- （日期不詳） - 變為業務委託車站，委托JR西日本廣島MAINTEC負責車站業務。
- 2004年（平成16年）10月 - 櫃臺營業時間變更，只於平日營業。另外，日間部分時段休息[1]
- 2007年（平成19年）
  - 7月29日 - 設置可支援ICOCA的簡易型自動閘機。
  - 9月1日 - 此站開始可以使用IC卡「ICOCA」。
- 2008年（平成20年）3月15日 - 車站向廣島一方遷移約100米，使月台可容納4卡車廂。同時成為無人車站。
- 2014年（平成26年） 8月20日 - 受到2014年8月日本暴雨（日语：平成26年8月豪雨）的影響，廣島市發生泥石流。綠井站至可部站之間於當天至8月31日之間暫停服務[2][3][4][5]。

## 車站構造
此站是設有1面1線單式月台的地面車站。往可部方向的列車會開啟右邊車門。而月台北邊的站房內設有簡易式自動閘機和自動售票機。
在可部線行走的列車多以2卡編成，於早上繁忙時間會設有來自山陽本線或吳線的直通列車，這些列車以4卡編成。由於此站的月台在2008年3月14日前只可容納3卡列車，因此4卡列車中靠近廣島的1卡車廂是不會開啟車門。此站在2008年3月15日進行遷移後，新月台可容納4卡編成的列車，因此所有車門均會打開；而此站也成為無人車站，現時由可部站管理。
此站可以使用ICOCA與其互相可以使用的IC卡。而此站在JR特定都區市內制度中屬於「廣島市內」的車站。

## 利用狀況
以下為各年度的使用人次。
| 年度               | 1日平均 乘車人次 | 年度總人次 | 定期票 人次 | 普通票 人次 |
| ------------------ | ---------------- | ---------- | ----------- | ----------- |
| 1968年（昭和43年） | 351.7            | 256,758    | 210,048     | 46,710      |
| 1969年（昭和44年） | 348.0            | 254,004    | 206,716     | 47,288      |
| 1970年（昭和45年） | 338.1            | 246,839    | 207,776     | 39,063      |
| 1971年（昭和46年） | 319.4            | 233,766    | 197,710     | 36,056      |
| 1972年（昭和47年） | 296.4            | 216,355    | 178,656     | 37,699      |
| 1973年（昭和48年） | 406.4            | 296,636    | 220,432     | 76,204      |
| 1974年（昭和49年） | 455.7            | 332,696    | 244,224     | 88,472      |
| 1975年（昭和50年） | 456.3            | 334,035    | 227,290     | 106,745     |
| 1976年（昭和51年） | 449.9            | 328,395    | 215,040     | 113,355     |
| 1977年（昭和52年） | 451.1            | 329,308    | 221,698     | 107,610     |
| 1978年（昭和53年） | 447.1            | 326,359    | 227,356     | 99,003      |

以上的1日平均乘車人次中，假設乘車和下車人次是相同，是以該年度總人次除以365（在閏年度，即1963、1967、1971和1975年度除以366），然後取捨至一位小數點。
| 年度                | 1日平均 乘車人次 |
| ------------------- | ---------------- |
| 1979年（昭和54年）  | 416              |
| 1980年（昭和55年）  | 374              |
| 1981年（昭和56年）  | 349              |
| 1982年（昭和57年）  | 351              |
| 1983年（昭和58年）  | 355              |
| 1984年（昭和59年）  | 358              |
| 1985年（昭和60年）  | 355              |
| 1986年（昭和61年）  | 360              |
| 1987年（昭和62年）  | 425              |
| 1988年（昭和63年）  | 510              |
| 1989年（平成 元年） | 458              |
| 1990年（平成02年）  | 487              |
| 1991年（平成03年）  | 516              |
| 1992年（平成04年）  | 530              |
| 1993年（平成05年）  | 539              |
| 1994年（平成06年）  | 570              |
| 1995年（平成07年）  | 576              |
| 1996年（平成08年）  | 605              |
| 1997年（平成09年）  | 602              |
| 1998年（平成10年）  | 577              |
| 1999年（平成11年）  | 583              |
| 2000年（平成12年）  | 582              |
| 2001年（平成13年）  | 578              |
| 2002年（平成14年）  | 572              |
| 2003年（平成15年）  | 569              |
| 2004年（平成16年）  | 590              |
| 2005年（平成17年）  | 587              |
| 2006年（平成18年）  | 603              |
| 2007年（平成19年）  | 678              |
| 2008年（平成20年）  | 716              |
| 2009年（平成21年）  | 712              |
| 2010年（平成22年）  | 683              |
| 2011年（平成23年）  | 715              |
| 2012年（平成24年）  | 761              |
| 2013年（平成25年）  | 760              |
| 2014年（平成26年）  | 759              |
| 2015年（平成27年）  | 814              |
| 2016年（平成28年）  | 837              |
| 2017年（平成29年）  | 843              |
| 2018年（平成30年）  | 891              |
| 2019年（令和元年）  | 901              |

乘車人次圖表

## 車站周邊
- 七軒茶屋巴士站（廣島電鐵（日语：広電バス）、廣島交通（日语：広島交通）、FORBLE（日语：フォーブル））
- 廣島綠井郵局
- 安佐南區佐東出張所
- 廣島市立城南中學（日语：広島市立城南中学校）
- 國道54號（日语：国道54号）
- 廣島縣道270號八木綠井線（日语：広島県道270号八木緑井線）
- EDION（日语：エディオン）綠井店
- 洋服之青山（日语：青山商事）廣島綠井店
- Daiso & Aoyama 100YEN PLAZA廣島綠井店
- CALAJA（日语：キャラジャ）廣島綠井店
- 廣島交通綠井營業所
- 廣交的士（日语：広交タクシー）綠井營業所
- 新生服務中心
- 中國JR巴士「佐東出張所前」巴士站

## 相鄰車站
西日本旅客鐵道
可部線
綠井（JR-B09）－七軒茶屋（JR-B10）－梅林（JR-B11）

## 注腳
1. ↑  比較8/15和10/14的JR出行網資料
2. ↑  8月16日から続く大雨等による被害状況について（第６報）PDF （日語） - 國土交通省 災害情報，2014年8月20日 截至15:00
3. ↑  広島大規模土砂災害で可部線など不通 （页面存档备份，存于）（日語） - response 2014年8月20日
4. ↑   (新闻稿). 西日本旅客鉄道. 2014-08-22  [2021-05-29]. （原始内容存档于2021-06-03） （日语）.
5. ↑   (新闻稿). 西日本旅客鉄道. 2014-08-29  [2021-05-29]. （原始内容存档于2021-06-02） （日语）.
6. ↑  《廣島市統計書》
7. ↑  《廣島市勢要覧》

## 外部連結
- 七軒茶屋｜車站資訊：JR出門網 - 西日本旅客鐵道